# Galendromus
Galendromus es un género de ácaros perteneciente a la familia Phytoseiidae.

## Especies
El género contiene las siguientes especies:
- Galendromus annectens (De Leon, 1958)
- Galendromus deceptus (Chant & Yoshida-Shaul, 1984)
- Galendromus ferrugineus De Leon, 1962
- Galendromus helveolus (Chant, 1959)
- Galendromus longipilus (Nesbitt, 1951)
- Galendromus occidentalis (Nesbitt, 1951)
- Galendromus pilosus (Chant, 1959)
- Galendromus porresi (McMurtry, 1983)
- Galendromus superstus Zack, 1969
- Galendromus carinulatus (De Leon, 1959)
- Galendromus hondurensis Denmark & Evans, in Denmark, Evans, Aguilar, Vargas & Ochoa 1999
- Galendromus pinnatus (Schuster & Pritchard, 1963)
- Galendromus reticulus Tuttle & Muma, 1973